# Gazeta Nowa
Gazeta Nowa – regionalny dziennik, początkowo tygodnik, wydawany w Zielonej Górze w latach 1990–1993.

## Historia
Pierwszy numer tygodnika „Gazeta Nowa” ukazał się 11 stycznia 1990. Pismo miało być konkurencją dla lokalnego organu PZPR „Gazety Lubuskiej”.
Po ukazaniu się 38 numerów tygodnika, pismo zostało przekształcone w dziennik, którego pierwszy numer ukazał się 8 października 1990 roku. Zaczęły wychodzić lokalne mutacje, przygotowywane przez utworzone redakcje w Gorzowie Wielkopolskim, Głogowie i Lubinie, zaś liczebność zespołu redakcyjnego dochodziła do 100 osób.
Upadek gazety zaczął się w 1992, po zorganizowaniu loterii w formie zdrapki dołączonej do pisma. Po początkowym wzroście nakładu do 200 tysięcy egzemplarzy, nastąpiły nieprawidłowości w rozdziale nagród wygranych w loterii ujawnione przez konkurencyjną „Gazetę Lubuską”, co było jednym z powodów spadku sprzedaży, które doprowadziło do nierentowności „Gazety Nowej”.
Właściciel sprzedał tytuł wydawcy Głosu Wielkopolskiego, który po bezskutecznych próbach restrukturyzacji, odsprzedał w 1993 gazetę spółce zajmującej się handlem win. Spółka zmieniła tytuł dziennika na „Codzienny Ekspres Zachodni”, który przestał się ukazywać kilka miesięcy później.